# سيدني ماير (ممثلة)
سيدني م.ماير (مواليد 15 سبتمبر 1995) هي ممثلة كندية. لعبت دور البطولة في مسلسل نتفليكس الحروب الخامس و قشعريرة المشرح: لحم ودم. تشمل أعمالها التلفزيونية الأخرى الموسم الثالث من سلسلة فري فورم صائدو الظل ، و الجيش الكبير ، أيضًا على نتفليكس ، و إف إكس على هولو اقتباس من واي:الرجل الأخير.

## النشأة والتعليم
وُلد ماير لأم بريطانية بيضاء وأب أسود من جنوب إفريقيا كان قد فر من أبارتايد مع عائلته عندما كان أصغر. نشأت في لندن ، أونتاريو مع شقيقيها الأكبر سنًا.
أخذت سيدني دروسًا في الفنون في مدرسة ليستر ب. بيرسون عندما كانت طفلة. قررت أن المدرسة العادية لم تكن مناسبة لها ، وانتقلت إلى تورنتو في سن 15 عامًا للانتقال من أ.ب. مدرسة لوكاس الثانوية إلى مدرسة إيتوبيكوك للفنون. كما أخذت دورات صيفية في مدرسة ستراتفورد شكسبير ورقصت لفترة وجيزة مع باليه وينيبيغ الملكي. ثم انتقلت للتدريب في أكاديمية نيويورك للأفلام والأكاديمية الأمريكية للفنون المسرحية في لوس أنجلوس.

## الحياة الشخصية
أعلنت ماير خطوبتها على زميلها الممثل الكندي أليكس أوزيروف في يونيو 2020. تزوجا في مارس 2021.

## روابط خارجية
- سيدني ماير في قاعدة بيانات الأفلام على الإنترنت